# 에반에마엘 요새

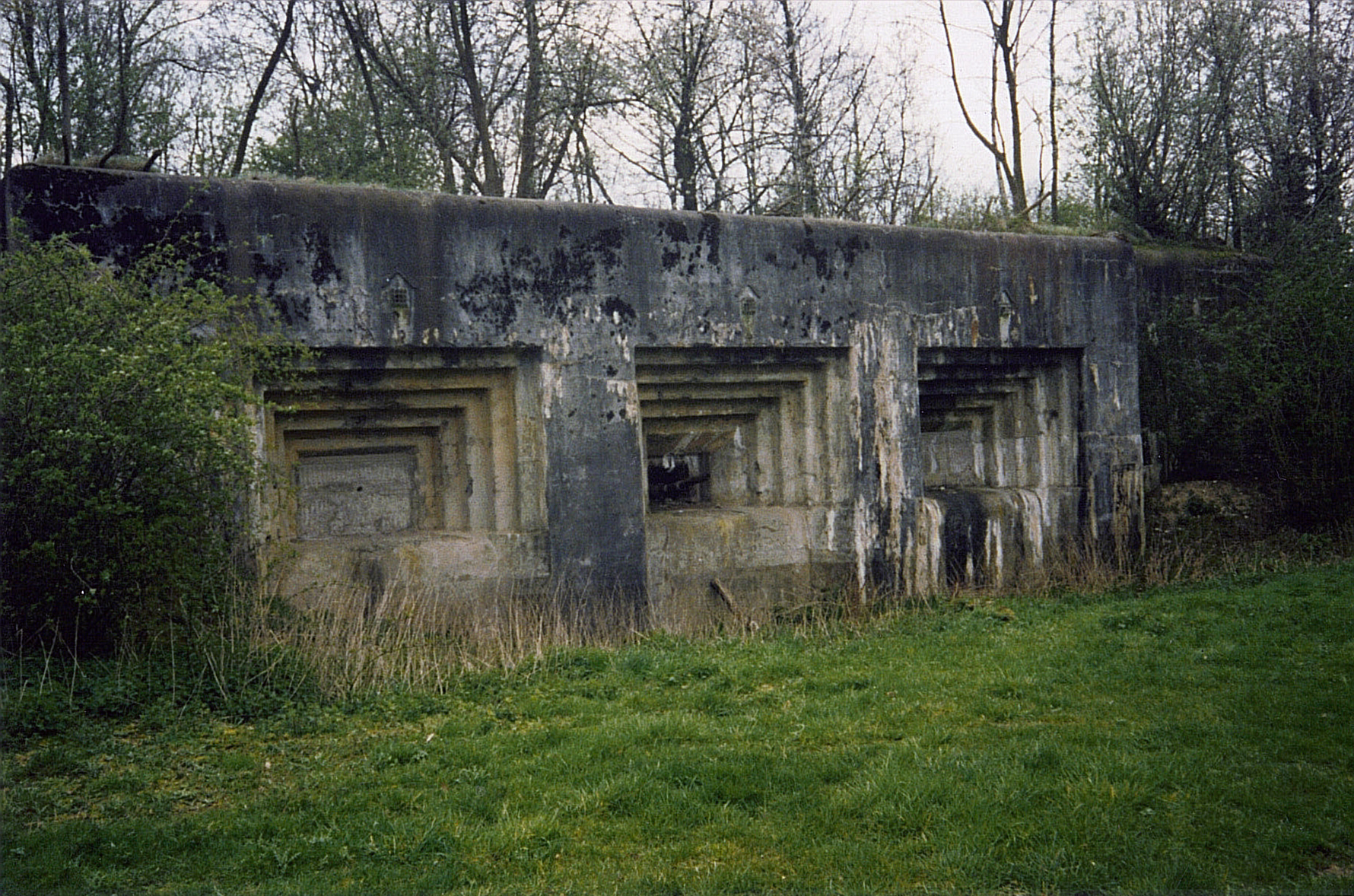

에반에마엘 요새(프랑스어: Fort d'Ében-Émael 포르트 데바네마엘[*])는 리에주와 마스트리흐트 사이에 위치한 벨기에 요새이다. 1931년에서 1935년 사이에 독일의 공격으로부터 벨기에를 방어하기 위해 축성되었으며, 당시로서 세계 최대 규모의 요새였다. 제2차 세계 대전이 발발하고 1940년 5월 10일 독일군 56명에 의해 무력화되었다(에반에마엘 요새 전투).
현재도 벨기에군이 요새 부지를 소유하고 있으나, 군사 용도로 사용되지는 않고 관광지로 활용되고 있다.

## 같이 보기
- 마지노선